# Scoliciosporaceae
Scoliciosporaceae är en familj av lavar. Scoliciosporaceae ingår i ordningen Lecanorales, klassen Lecanoromycetes, divisionen sporsäcksvampar och riket svampar.
|                   | Sarrameanaceae                   |
|                   |                                  |
|                   | Hymeneliaceae                    |
|                   |                                  |
|                   | Brigantiaeaceae                  |
|                   |                                  |
|                   | Arctomiaceae                     |
|                   |                                  |
|                   | Stereocaulaceae                  |
|                   |                                  |
|                   | Sphaerophoraceae                 |
|                   |                                  |
| Scoliciosporaceae | \| \| Scoliciosporum \| \| \| \| |
|                   | \| \| Scoliciosporum \| \| \| \| |
|                   | Ramalinaceae                     |
|                   |                                  |
|                   | Psoraceae                        |
|                   |                                  |
|                   | Pilocarpaceae                    |
|                   |                                  |
|                   | Parmeliaceae                     |
|                   |                                  |
|                   | Mycoblastaceae                   |
|                   |                                  |
|                   | Miltideaceae                     |
|                   |                                  |
|                   | Megalariaceae                    |
|                   |                                  |
|                   | Lecanoraceae                     |
|                   |                                  |
|                   | Haematommataceae                 |
|                   |                                  |
|                   | Gypsoplacaceae                   |
|                   |                                  |
|                   | Cladoniaceae                     |
|                   |                                  |
|                   | Catillariaceae                   |
|                   |                                  |
|                   | Biatorellaceae                   |
|                   |                                  |
|                   | Ectolechiaceae                   |
|                   |                                  |
|                   | Dactylosporaceae                 |
|                   |                                  |
|                   | Crocyniaceae                     |
|                   |                                  |
|                   | Calycidiaceae                    |
|                   |                                  |
|                   | Tephromelataceae                 |
|                   |                                  |
|                   | Aphanopsidaceae                  |
|                   |                                  |
|                   | Myochroidea                      |
|                   |                                  |
|                   | Strangospora                     |
|                   |                                  |
|                   | Scoliciosporum                   |
|                   |                                  |

|  | Scoliciosporum |
|  |                |